# Genie Engine
Die Genie Engine ist eine von Ensemble Studios entwickelte und in verschiedenen Computerspielen wie Age of Empires, Age of Empires II und seinen Erweiterungen sowie Star Wars: Galactic Battlegrounds verwendete Spiel-Engine.

## Entwicklung
Die Genie Engine wurde als Grundlage für das erste Spiel von Ensemble Studios entwickelt, Age of Empires. Das Design-Team für die Fortsetzung Age of Empires II: The Age of Kings beabsichtigte das Spiel innerhalb eines Jahres zu vervollständigen, indem es Code aus dem Original verwendete und die Genie-Spiel-Engine wiederverwendete. Nach einigen Monaten stellten sie fest, dass sie nicht in der Lage sein würden, ein Spiel in der qeplanten Qualität zu vollenden. Ensemble Studios informierte Microsoft, dass sie ein weiteres Jahr brauchen würden und schuf stattdessen Age of Empires: The Rise of Rome eine leicht zu entwickelnde Erweiterung von Age of Empires, als einen Kompromiss, der zu Weihnachten 1998 veröffentlicht werden könnte. Das ursprüngliche Age of Empires war wegen seiner künstlichen Intelligenz (KI) kritisiert worden. Da die ursprüngliche KI nicht „schummelte“, indem sie sich zusätzliche Ressourcen zuschrieb oder andere Techniken benutzte, die der menschliche Spieler nicht beherrschen konnte, war es leichter sie zu besiegen als in vielen anderen Echtzeitstrategiespielen. Für The Age of Kings versuchten Ensemble Studios, ein leistungsfähigeres KI-System zu entwickeln, das keine Kompromisse beim Betrügen eingeht. Der Branchenveteran Mario Grimani leitete Ensemble Studios bei der Erstellung des neuen Systems. Um einen weiteren bedeutsamen Kritikpunkt gegen Age of Empires, den des Pathfindings zu beseitigen, gestaltete das Team das Bewegungssystem der Spielengine komplett neu. Das Team war bei der Lösung anderer Probleme weniger erfolgreich. Der Programmierer Matt Pritchard beklagte sich nach der Veröffentlichung von Age of Empires, dass es noch keinen Prozess gebe, mit dem Patches ausgegeben werden könnten. Umfangreiches Betrügen in Multiplayer-Spielen von Age of Empires resultierte aus mehreren Fehlern im Spiel, was dazu führte, dass Microsoft Ensemble Studios für einen Patch-Prozess für The Age of Kings auswählte. Bei der Veröffentlichung gab es mehrere Fehler, die sofortige Aufmerksamkeit erforderten, aber der Patch-Prozess war noch nicht fertig. Der erste Patch wurde 11 Monate später veröffentlicht. Ensemble Studios entwickelte ein neues Terrain-System für The Age of Kings mit 3D-Präsentationsmöglichkeiten, die denen von Age of Empires weit überlegen waren.  Er beschwerte sich jedoch über das Fehlen eines Art-Asset-Management-Tools, während andere Abteilungen neue Tools und automatisierte Verfahren zur Unterstützung beim Design und beim Testen von Spielen erhielten. The Age of Kings sah die Einführung eines Trigger-Systems für seinen Szenario-Editor vor. Die Auslöser ermöglichen die Anzeige von Meldungen oder die Durchführung von Aktionen auf der Grundlage vordefinierter Kriterien oder „Ereignisse“. Der Szenarioeditor wurde durch das neue KI-System ebenfalls verbessert. Die KI- und Triggersysteme interagierten regelmäßig in den Einzelspieler-Kampagnen. Zahlreiche Verbesserungen wurden in Age of Empires II: The Conquerors hinzugefügt, aber hauptsächlich in Bezug auf das Gameplay und nicht auf die Weiterentwicklung der Engine. Star Wars: Galactic Battlegrounds wurde von LucasArts entwickelt, indem die Genie Game Engine von Ensemble Studios lizenziert wurde. Das Spiel sowie das Erweiterungspaket Clone Campaigns wurden von Garry M. Gaber entworfen und geleitet.

## Referenzen
Die Spiele, die auf der Engine basieren, wurden in der Regel hoch bewertet, von Age of Empires wurden im Jahr 2000 über drei Millionen Exemplare verkauft und hatte einen durchschnittlichen Metacritic Score von 87 %. The Age of Kings war ein größerer Kritikererfolg als das erste Spiel mit einem Metacritic Score von 92 %. Die Erweiterungen von Age of Empires für beide Spiele erhielten etwas weniger Lob, wurden aber immer noch sehr gut angenommen.  Star Wars: Galactic Battlegrounds erhielt generell positive Kritiken, sowohl von Kritikern als auch von Fans. GameRankings gaben dem Spiel eine Punktzahl von 77 %, basierend auf 38 Medien.
Das Design der Genie Engine wurde in späteren Spielen wie Empire Earth, Cossacks: European Wars, Theocracy, Tzar: The Burden of the Crown und Rise of Nations kopiert. Die meisten dieser Spiele waren auch sehr erfolgreich. Das in Entwicklung befindliche Echtzeit-Strategiespiel 0 A.D. von Wildfire Games begann als Age of Empires II-Modifikation und weist viele Ähnlichkeiten mit Age of Empires in seinem aktuellen Design auf, zusammen mit seiner neuen Engine Pyrogenesis.

## Nachfolger
Die Genie Engine wurde von der Bang! Engine abgelöst, die von den Spielen Age of Mythology sowie Age of Empires III und seinen Erweiterungen verwendet wurde. Die bedeutendsten Veränderungen sind die aktualisierte Grafikengine und die Einbeziehung der Havok-Physik-Engine sowie die Einführung von Heimatstädten.
Mit OpenAge existiert eine freie und quelloffene Reimplementierung der Genie Engine.

## Spiele der Genie Engine
- Age of Empires
  - Age of Empires: The Rise of Rome
- Age of Empires II: The Age of Kings
  - Age of Empires II: The Conquerors
- Star Wars: Galactic Battlegrounds
  - Star Wars: Galactic Battlegrounds: Clone Campaigns
- Age of Empires II: HD Edition
  - Age of Empires II HD: The Forgotten
  - Age of Empires II HD: The African Kingdoms
  - Age of Empires II HD: Rise of the Rajas